# Mohammed bin Salman
Mohammad bin Salman Al Saud  (tiếng Ả Rập: محمد بن سلمان آل سعود, đã Latinh hoá: Muḥammad bin Salmān ʾĀl Su‘ūd; sinh ngày 31 tháng 8 năm 1985), còn được biết đến với tên viết tắt MBS hoặc MbS, là Thái tử của Ả-rập Xê-út, Phó Thủ tướng thứ nhất của Ả-rập Xê-út và là Bộ trưởng Bộ Quốc phòng trẻ nhất thế giới. Mohammad cũng là người đứng đầu tòa án của triều đình Saud, và Chủ tịch Hội đồng Kinh tế và Phát triển. Ông được mô tả là quyền lực đằng sau ngai vàng của cha ông, vua Salman. Ông được bổ nhiệm làm thái tử vào tháng 6 năm 2017 sau khi cha ông quyết định phế truất tất cả các cương vị của Muhammad bin Nayef, đưa ông trở thành người thừa kế ngai vàng.
Thái tử Mohammed bin Salman sẽ tiếp tục làm phó thủ tướng và đảm nhiệm vai trò Bộ trưởng Quốc phòng.
Thái tử Salman giữ vai trò quan trọng trong chính phủ, đồng thời là người phụ trách kế hoạch kiến thiết kinh tế ở Ả Rập Saudi và giúp nước này không phụ thuộc quá lớn vào dầu mỏ. Trong vai trò là Bộ trưởng Quốc phòng, ông là chỉ huy chiến dịch của Ả Rập Saudi chống lại quân nổi dậy Houthi tại Yemen. Chiến dịch này khiến hàng ngàn dân thường thiệt mạng năm 2015 và đẩy Yemen "rơi vào sự sụp đổ hoàn toàn về xã hội, kinh tế và pháp luật".

## Thời trẻ
Mohammad bin Salman Al Saud sinh ngày 31 tháng 8 năm 1985 tại Jeddah. Ông là con của vua Salman với người vợ thứ ba, Fahda bint Falah bin Sultan bin Hathleen. Bà là cháu gái của Rakan bin Hithalayn, người đứng đầu bộ tộc Al Ajman.
Hoàng tử Mohammad là anh cả trong các anh chị em và là anh của Turki bin Salman, cựu chủ tịch Nhóm Nghiên cứu và Tiếp thị Saudi. Hoàng tử Mohammad có bằng cử nhân về luật tại Đại học King Saud.

## Sự nghiệp
Sau khi tốt nghiệp đại học, Mohammad bin Salman đã trải qua nhiều năm làm việc trong khu vực tư nhân trước khi trở thành trợ lý cá nhân của cha mình. Ông làm việc như một chuyên gia tư vấn cho Ủy ban Chuyên gia, làm việc cho Nội các Saudi. 
Vào ngày 15 tháng 12 năm 2009, Mohammad bin Salman tham gia chính trị với cương vị cố vấn đặc biệt cho cha của mình khi ông ta là thống đốc tỉnh Riyadh. Vào thời điểm này, hoàng tử bắt đầu thu thập các tiêu đề và các vị trí an toàn như thư ký của Hội đồng cạnh tranh Riyadh, cố vấn đặc biệt cho chủ tịch hội đồng quản trị Quỹ Nghiên cứu và Lưu trữ Vua Abdulaziz và một thành viên của ủy ban uỷ thác Hội Albir ở khu vực Riyadh.
Tháng 10 năm 2011, Hoàng tử Sultan bin Abdulaziz qua đời, và vị vua hiện tại Salman bắt đầu lên nắm giữ quyền lực bằng cách trở thành phó thủ tướng thứ hai và bộ trưởng quốc phòng vào tháng 11 năm 2011 và bổ nhiệm Mohammad bin Salman là cố vấn riêng của ông.